# Leptataspis angulosa
Leptataspis angulosa är en insektsart som först beskrevs av Carl Stål 1869.  Leptataspis angulosa ingår i släktet Leptataspis och familjen spottstritar. Inga underarter finns listade i Catalogue of Life.